# Rhabdophyllum thonneri
Rhabdophyllum thonneri là một loài thực vật có hoa trong họ Ochnaceae. Loài này được (De Wild.) Farron miêu tả khoa học đầu tiên năm 1965.